# Inflamação da garganta

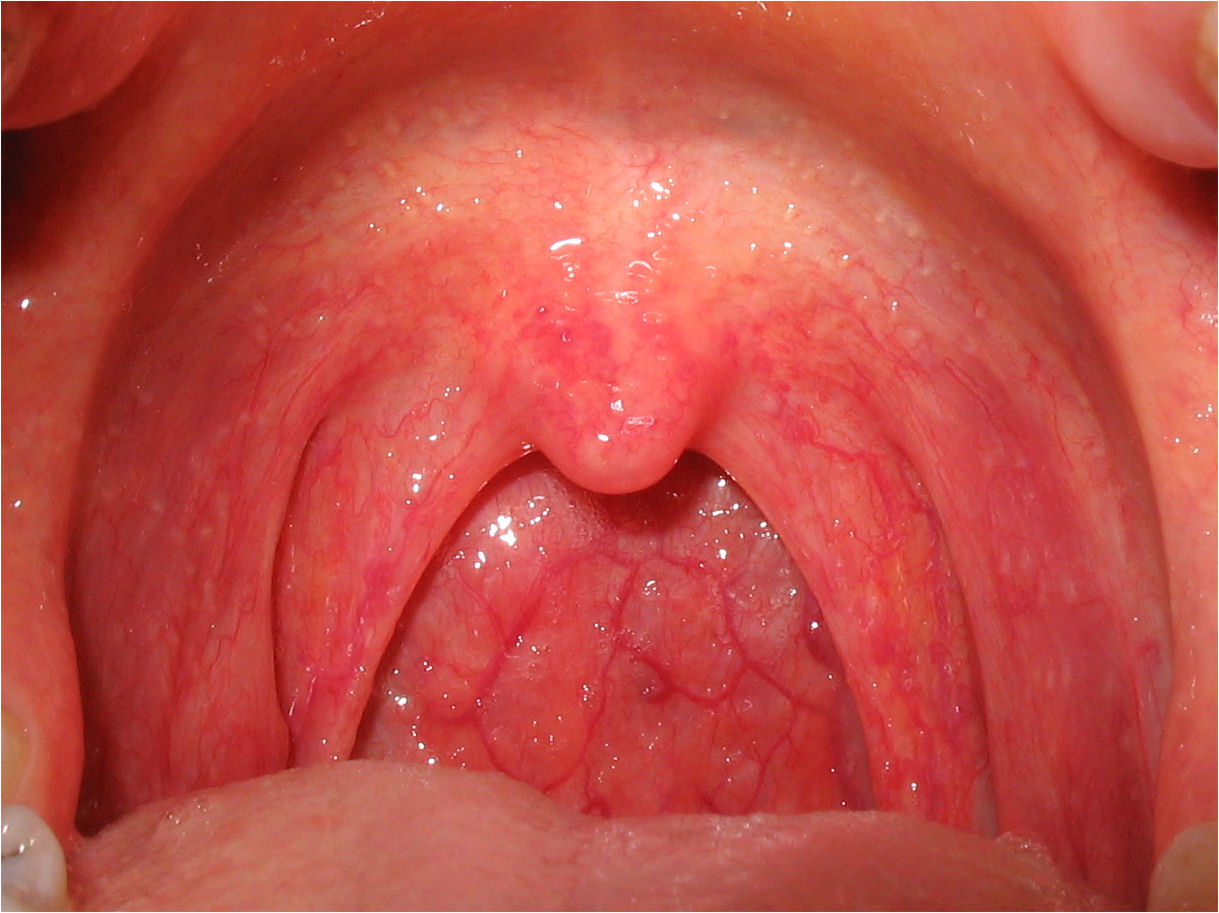
A faringite viral é a causa de 80% dos casos de garganta inflamada

Inflamação da garganta é a ocorrência de dor ou irritação na garganta. A causa mais comum (80%) das inflamações da garganta é a faringite, uma infeção viral aguda da garganta. Entre outras possíveis causas estão outras infeções como faringite estreptocócica, amigdalite, traumatismo ou tumores. Em pessoas com doença de refluxo gastroesofágico, o refluxo de ácido do estômago pode irritar a garganta. Em crianças, a faringite estreptocócica é a causa de 37% das inflamações da garganta.
Os analgésicos como o paracetamol ou anti-inflamatórios não esteroides ajudam a aliviar a dor. Os corticosteroides aparentam aumentar a probabilidade de resolução e diminuir o nível de dor. É também recomendado gargarejar a garganta com água salgada e não esforçar a voz. Sem tratamento ativo, os sintomas geralmente duram entre dois e sete dias.